# جورج هاغان
جورج هاغان هو أستاذ جامعي وسياسي غاني، ولد في 1938 في غانا. نشط حزبياً في Convention People's Party ‏.